# Demet Evgar
Demet Evgar (Manisa, 18 de mayo de 1980) es una actriz turca reconocida por sus papeles en series de televisión y producciones cinematográficas.

## Biografía

### Inicios
Evgar nació en la ciudad de Manisa el 18 de mayo de 1980. Su familia paterna es de ascendencia albanesa. Su hermano es el director Yiğit Evgar.

### Carrera
Inició su carrera en la televisión turca con una pequeña participación en la serie Yedi Numara, donde interpretó el papel de Yeliz. A partir de entonces su rostro empezó a hacerse familiar en los medios turcos, apareciendo en otras destacadas series de comienzos de la década de 2000 como Aslı ile Kerem, Tatlı Hayat y Bütün Çocuklarım.
En 2005 debutó en el cine turco, interpretando el papel de Hülya en el filme Banyo. Ese mismo año protagonizó la película de Mustafa Altıoklar Shattered Soul, en la que interpretó el rol principal de Beyza Türker. Por su trabajo como actriz ha recibido una gran cantidad de premios y nominaciones, entre los que destacan el premio 3rd Yeşilçam (cine) y el premio İsmail Cem (televisión).

## Filmografía
| Cinema        | Cinema                           | Cinema                                  | Cinema                                                |
| Año           | Título                           | Papel                                   | Notas                                                 |
| ------------- | -------------------------------- | --------------------------------------- | ----------------------------------------------------- |
| 2005          | Banyo                            | Hülya                                   |                                                       |
| 2005          | Beyza'nın Kadınları              | Beyza Türker, Rabia Çınar, Dilara, Ayla |                                                       |

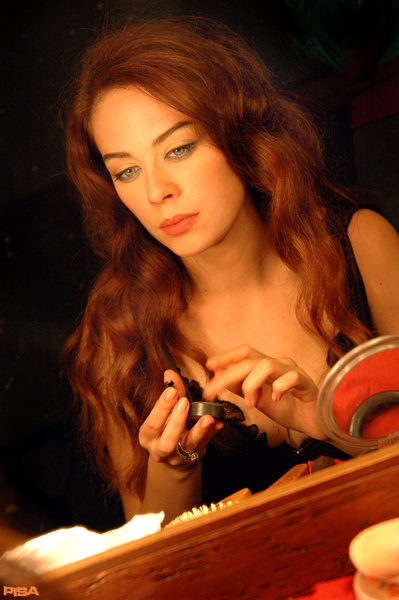
Demet Evgar

| 2009          | I Saw the Sun                    | Havar                                   | - Nominada – Mejor actriz en los premios 3rd Yeşilçam |
| 2010          | Yahşi Batı                       | Suzan Van Dycke                         | - Nominada – Mejor actriz en los premios 3rd Yeşilçam |
| 2010          | Vay Arkadaş                      | Nil                                     |                                                       |
| 2013          | Sen Aydınlatırsın Geceyi         | Yasemin                                 | - Mejor actriz de reparto en los premios 3rd Yeşilçam |
| 2015          | Yok Artık!                       | Ceyda                                   |                                                       |
| 2015          | Kötü Kedi Şerafettin             | Misket ve Tacettin                      |                                                       |
| 2017          | Aile Arasında                    | Solmaz                                  |                                                       |
| 2018          | Sofra Sırları                    | Neslihan                                |                                                       |
| 2018          | Aşkın Gören Gözlere İhtiyacı Yok | Handan                                  |                                                       |
| Televisión    |                                  |                                         |                                                       |
| Año           | Título                           | Papel                                   | Notas                                                 |
| 2000          | Yedi Numara                      | Yeliz                                   | Serie de televisión                                   |
| 2002          | Aslı ile Kerem                   | Yeliz                                   | Serie de televisión                                   |
| 2002          | Tatlı Hayat                      | Secreatira de İhsan Yıldırım            | Serie de televisión                                   |
| 2003          | Yuvam Yıkılmasın                 | Hülya                                   | Serie de televisión                                   |
| 2003          | Çınaraltı                        | Nilüfer                                 | Serie de televisión                                   |
| 2004          | Bütün Çocuklarım                 | Eyşan                                   | Serie de televisión                                   |
| 2005          | Emret Komutanım                  | Üsteğmen Çiğdem                         | Serie de televisión                                   |
| 2006          | Erkekler Ağlamaz                 | Zeynep                                  | Serie de televisión                                   |
| 2008–2014     | 1 Erkek 1 Kadın 2 Çocuk          | Zeynep Yıldırım                         | Serie de televisión                                   |
| 2017          | Vatanım Sensin                   | Kara Fatma                              | Serie de televisión                                   |
| 2018–presente | Avlu                             | Deniz Demir                             | Serie de televisión                                   |
| 2020-2021     | Alev Alev                        | Cemre Kayabeyli                         | Serie de televisión                                   |
| 2024-presente | Bahar                            | Bahar Özden                             | Serie de televisión                                   |
| Teatro        |                                  |                                         |                                                       |
| Año           | Título                           | Creador                                 | Lugar de presentación                                 |
|               | Takanlar ve Takılanlar           |                                         |                                                       |
|               | Kadınlar da Savaşı Yitirdi       | Curzio Malaparte                        |                                                       |
| 2003          | The Blue Room                    | David Hare                              | Kent Oyuncuları                                       |
| 2005          | The Night Season                 | Rebecca Lenkiewicz                      | Kent Oyuncuları                                       |
| 2006          | Anna Karenina                    | Leo Tolstoy                             | Kent Oyuncuları                                       |
| 2006          | Ayşegül Hindistan'da             |                                         | Tiyatro Kılçık                                        |
| 2007          | 39 Steps                         | John Buchan                             | Kent Oyuncuları                                       |
| 2009          | The Miser                        | Molière                                 | Kent Oyuncuları                                       |
| 2012          | Macbeth                          | William Shakespeare                     | Pangar                                                |
| 2014          | King Lear                        | William Shakespeare                     | Altıdan Sonra Theatre/Pangar                          |
| 2016          | 39 Steps                         | John Buchan                             | Müşterek                                              |
| 2016          | Kozalar                          | Adalet Ağaoğlu                          | Pangar                                                |